# 창녕 삼성암 목조관음보살좌상
창녕 삼성암 목조관음보살좌상(昌寧 三聖庵 木造觀音菩薩坐像)은 대한민국 경상남도 창녕군 계성면에 있는 조선시대의 불상이다. 2004년 10월 21일 경상남도의 유형문화재 제414호로 지정되었다.

## 개요
창녕 삼성암 목조관음보살좌상은 안정감 있는 비례와 원만한 얼굴 표현에서 전체적으로 조화를 잘 이루고 있다. 특히 방형 얼굴과 중간이 갈라진 寶髻, 밋밋한 가슴과 승각기를 비롯한 법의 표현 등에서 조선후기 특징을 보인다. 그리고 삼성암 법당 重建 上樑文(同治5年, 1866)과 법당 창건주(宇洪比丘)의 법손이 후일을 기리기 위해 건립한 創建刻石(1881), 관음보살 개금불사 희사문(1966) 등 관련자료 등으로 미루어 보아 본 작품은 道光18年(1838)에 조성된 것임을 알 수 있다.

## 참고 문헌
- 창녕 삼성암 목조관음보살좌상 - 국가유산청 국가유산포털